# HEDC
HEDCとはハッセルブラッド500EL/Mを改造した特殊カメラ。名称はHasselblad Electric Data Cameraの略。

## 解説
レンズはビオゴン60mmF5.6またはプラナー100mmF3.5を固定。偏光フィルターが装着されている。フィルムは70mmマガジンを装着する。フィルムに接触するガラスプレートには十字が印刷されており、撮影時一緒に写り込むようになっている。一般販売はされなかった。
アポロ計画の月面着陸ミッションに使用され、1969年7月20日にニール・アームストロングは最初の月面写真をこのカメラにより撮影した。撮影済みフィルムの入ったマガジンのみを回収し、ボディー12台が月面の石と引き換えに月面上に留置された。